# 大井政吉
大井 政吉（おおい まさよし）は、安土桃山時代から江戸時代初期の武将。

## 生涯
信濃国佐久郡の有力豪族・信濃大井氏の出身。天正10年（1582年）3月、主筋であった武田氏が織田信長の武田征伐により滅亡し、信長が死去した本能寺の変後の天正壬午の乱において、同年11月には徳川家康軍は信濃平定のために佐久郡に進軍する。父・政成は家康に降伏し、再従兄にあたる大井政俊と共に人質として家康の本拠である遠江国浜松に出頭する。以後、父は信濃の名家・大井家の総領と認められ、大井家は同じ信濃衆の依田氏の配下に置かれることとなる。天正18年（1590年）小田原征伐に徳川方として従軍し、戦後は父が上野国藤岡に1,300石を与えられている。
慶長5年（1600年）1月、依田家当主の康勝が改易されて高野山に蟄居すると、それに父と共に従って高野山に登る。同年、会津征伐に父と共に従軍し、その後は東山道を進軍することとなった徳川秀忠の軍に、病身の父に代わって信濃路の嚮導役として従軍することとなる。戦後は父の所領を継ぎ、依田衆の組頭となる。大坂の陣には冬の陣・夏の陣双方に依田衆を率いて参戦している。
元和9年（1623年）徳川忠長の家臣となり、旧領佐久郡に領地を与えられた。寛永4年（1627年）佐久郡小宮山で没、享年51。
遺領は長男の政景が1000石を相続し、旗本として寛永15年上総国長柄郡に采地を移された。また次男の政次が300石を相続し、徳川頼宣に附属し紀州藩士となった。